# La migdiada
La migdiada (em português A sesta) é uma pintura a óleo feita por Ramon Martí i Alsina em 1884. Encontra-se no Museu Nacional de Arte da Catalunha, em Barcelona.
Esta pintura é um exemplo do realismo militante, influenciado por Gustave Courbet. É uma das principais obras de Marti i Alsina e um dos paradigmas da pintura realista catalã, que mostra a completa assimilação dessa nova cultura figurativo que bebe nas fontes da pintura francesa contemporânea.